# 川田真美
川田真美（日语：／ Kawada Mami，1980年2月13日—）是日本北海道出身的女性歌手。GENEON ENTERTAINMENT所屬，“I've”的成员之一。血型O型，身高159cm，暱稱是。

## 概要
由北海道札幌的歌唱學校講師的（島宮榮子，也是I've的歌手）發掘為I've的歌手。主唱的出道曲為，出道單曲為〈radiance〉，由此曲開始作詞。於2008年1月19日在台灣功學社音樂廳舉辦生涯第一場海外演唱會，也是Get my way!的初次Live演唱。
在一月二十四日以領銜表演身份出演日本武道館的活動「LisAni! Live2016 SUNDAY STAGE」時，向觀眾宣佈2016年內會停止歌唱活動，並將在五月二十一日舉行最後演唱會。川田表示出道十一年以來感受到粉絲們的支持，動畫歌曲界對她來說是溫暖的地方，對將要離開感到寂寞；對於停止歌唱活動後的安排，則表示尚未決定。

## 主要作品

### 個人名義

#### 動畫單曲
|      | 發售日         | 標題             | 規格                                              | 備註                                     |
| ---- | -------------- | ---------------- | ------------------------------------------------- | ---------------------------------------- |
| 1st  | 2005年2月23日  | radiance         | GNCA-0014（初回盤） GNCA-0015（通常盤）           | 電視動畫星艦駕駛員片頭曲                 |
| 2nd  | 2005年11月9日  | 緋色の空         | GNCA-0019（初回盤） GNCA-0020（通常盤）           | 電視動畫灼眼的夏娜片頭曲                 |
| ※    | 2006年3月1日   | undelete         | GNCA-0026                                         | OVABALDR FORCE片尾曲                     |
| 3rd  | 2007年5月9日   | 赤い涙／Beehive  | GNCA-0053（初回盤） GNCA-0054（通常盤）           | 劇場版灼眼的夏娜插入曲                   |
| 4th  | 2007年8月8日   | Get my way!      | GNCA-0069（初回盤） GNCA-0070（通常盤）           | 電視動畫旋風管家片尾曲2                  |
| 5th  | 2007年10月31日 | JOINT            | GNCA-0085（初回盤） GNCA-0086（通常盤）           | 電視動畫灼眼的夏娜II片頭曲               |
| 6th  | 2008年10月29日 | PSI-missing      | GNCV-0009（初回盤） GNCV-0010（通常盤）           | 電視動畫魔法禁書目錄片頭曲               |
| 7th  | 2009年2月4日   | masterpiece      | GNCV-0013（初回盤） GNCV-0014（通常盤）           | 電視動畫魔法禁書目錄片頭曲2              |
| ※    | 2009年6月24日  | L'Oiseau bleu    | GNCV-0017                                         |                                          |
| 8th  | 2009年11月18日 | Prophecy         | GNCV-0007（初回盤） GNCV-0008（通常盤）           | OVA灼眼的夏娜S片頭曲                     |
| 9th  | 2010年11月3日  | No buts!         | GNCV-0027（初回盤） GNCV-0028（通常盤）           | 電視動畫魔法禁書目錄II片頭曲             |
| 10th | 2011年2月16日  | See visionS      | GNCV-0029（初回盤） GNCV-0030（通常盤）           | 電視動畫魔法禁書目錄II片頭曲2            |
| 11th | 2012年2月1日   | Serment          | WHV-1000265977（初回盤） WHV-1000265978（通常盤） | 電視動畫灼眼的夏娜Final片頭曲2           |
| 12th | 2012年5月30日  | Borderland       | GNCV-0031（初回盤） GNCV-0032（通常盤）           | 電視動畫軍火女王片頭曲                   |
| 13th | 2013年2月20日  | FIXED STAR       | GNCV-0033                                         | 劇場版魔法禁書目錄：恩底彌翁的奇蹟片尾曲 |
| 14th | 2014年2月26日  | Break a spell    | GNCV-0034（初回盤） GNCV-0035（通常盤）           | 電視動畫東京闇鴉片尾曲2                  |
| 15th | 2015年8月5日   | Gardens          | GNCV-0036                                         | 電視動畫出包王女DARKNESS第2期片尾曲      |
| 16th | 2016年1月27日  | Contrail～軌跡～ | GNCV-0037（初回盤） GNCV-0038（通常盤）           | 電視動畫蒼之彼方的四重奏片頭曲           |

※與KOTOKO共著

#### 專輯

##### SEED
2006年3月29日發售
1. roots(introduction)
  - 作曲：中沢伴行、編曲：中沢伴行・井内舞子
2. 緋色の空
  - 作詞：川田まみ、作曲：中沢伴行、編曲：中沢伴行・尾崎武士
  - 動畫《灼眼的夏娜》第一期片頭曲
3. radiance
  - 作詞：KOTOKO・川田まみ、作曲・編曲：中沢伴行
  - 動畫《星艦駕駛員》片頭曲
4. seed
  - 作詞：川田まみ、作曲：中沢伴行、編曲：中沢伴行・尾崎武士
5. precious
  - 作詞：川田まみ、作曲：折戸伸治、編曲：中沢伴行・尾崎武士
6. 悲しみの森
  - 作詞：川田まみ、作曲：中沢伴行、編曲：C.G mix
7. IMMORAL
  - 作詞：KOTOKO、作曲・編曲：中沢伴行
  - 遊戲《IMMORAL》片頭曲
8. 昼下がりの午後
  - 作詞：川田まみ、作曲・編曲：井内舞子
9. Not Fill
  - 作詞：川田まみ、作曲：高瀬一矢、編曲：高瀬一矢・中沢伴行
10. undelete
  - 作詞：川田まみ、作曲：中沢伴行、編曲：中沢伴行・井内舞子
11. you give…
  - 作詞：川田まみ、作曲・編曲：井内舞子
12. another planet ～twilight～
  - 作詞：川田まみ、作曲：中沢伴行、編曲：井内舞子

##### SAVIA
2008年3月26號發售
1. energy flow
  - 作曲・編曲：中沢伴行・尾崎武士
2. JOINT
  - 作詞：川田まみ、作曲：中沢伴行、編曲：中沢伴行・尾崎武士
  - 動畫灼眼的夏娜II片頭曲
3. Beehive -album edit-
  - 作詞：川田まみ、作曲：中沢伴行、編曲：中沢伴行・尾崎武士
4. TRILL
  - 作詞：川田まみ、作曲・編曲：高瀬一矢
5. 赤い涙
  - 作詞：川田まみ、作曲・編曲：中沢伴行
  - 劇場版灼眼的夏娜插入曲
6. triangle
  - 作詞：川田まみ、作曲・編曲：高瀬一矢
  - 動畫灼眼的夏娜II片尾曲
7. sense
  - 作詞：川田まみ、作曲：中沢伴行、編曲：中沢伴行・尾崎武士
  - 動畫灼眼的夏娜II第24話片尾曲
8. DREAM
  - 作詞：川田まみ、作曲・編曲：井内舞子
9. intron tone
  - 作詞：川田まみ、作曲：高瀬一矢、編曲：TAKANAKAZAKI
10. 翡翠 -HISUI-
  - 作詞：川田まみ、作曲：C.G mix、編曲：C.G mix・尾崎武士
11. 最後の約束
  - 作詞：川田まみ、作曲・編曲：井内舞子
12. Get my way!
  - 作詞：川田まみ、作曲：高瀬一矢、編曲：高瀬一矢・尾崎武士
  - 動畫旋风管家第二期片尾曲
13. portamento
  - 作詞：川田まみ、作曲：中沢伴行、編曲：中沢伴行・尾崎武士

##### LINKAGE
2010年3月24號發售
1. succession（Instrumental） [0:57]
  - 作曲・編曲：中沢伴行、尾崎武士
2. CLIMAX [4:06]
  - 作詞：川田まみ／作曲：中沢伴行／編曲：中沢伴行、尾崎武士
3. PSI-missing（album mix） [4:22]
  - 作詞：川田まみ／作曲：中沢伴行／編曲：中沢伴行、尾崎武士
  - 動畫魔法禁書目錄第一期片頭曲
4. TOY [4:10]
  - 作詞：川田まみ／作曲・編曲：井内舞子
5. 言葉、心の声 [5:01]
  - 作詞：川田まみ／作曲：高瀬一矢／編曲：Mai Nakazaki
6. Prophecy [4:51]
  - 作詞：川田まみ／作曲・編曲：中沢伴行、尾崎武士
  - OVA灼眼的夏娜S片頭曲
7. in answer [4:52]
  - 作詞：川田まみ／作曲・編曲：C.G mix
8. masterpiece [4:37]
  - 作詞：川田まみ／作曲・編曲：井内舞子
  - 動畫魔法禁書目錄第二期片頭曲
9. アウェアネス [5:24]
  - 作詞：川田まみ／作曲・編曲：高瀬一矢
10. linkage [4:27]
  - 作詞：川田まみ／作曲：中沢伴行／編曲：中沢伴行、尾崎武士
  - アニメTV片尾曲
11. 未来の粒 〜I'm formed〜 [5:30]
  - 作詞：川田まみ／作曲・編曲：井内舞子
12. All in good time [5:06]
  - 作詞：川田まみ／作曲・編曲：中沢伴行、尾崎武士
  - OVA灼眼的夏娜S片尾曲
13. DREAMS [4:44]
  - 作詞・作曲：Noel Anthony Hogan、Dolores O'Riordan

##### SQUARE THE CIRCLE
2012年8月8日發售
1. No buts!
  - 電視動畫魔法禁書目錄II第二期片頭曲
2. my buddy
3. Don’t stop me now!
4. Clap!Clap!Clap!
5. Usual…
6. See visonS
  - 電視動畫魔法禁書目錄II第二期片頭曲
7. live a lie
8. Midnight trip // memories of childhood
9. らせん階段
10. F
11. Going back to square one
12. Serment
  - 電視動畫灼眼的夏娜Final第三期片頭曲

##### PARABLEPSIA
2015年9月16日
1. M1:parablepsia
  - 作詞:川田まみ／作･編曲:高瀬一矢
2. M2:Borderland
  - 作詞:川田まみ／作曲:中沢伴行／編曲:高中崎伴武矢
  - 電視動畫軍火女王第一期片頭曲
3. M3:I...civilization
  - 作詞:川田まみ／作曲:高瀬一矢／編曲:HARD STUFF
4. M4:fly blind
  - 作詞:川田まみ／作･編曲:尾崎武士
5. M5:Eager Eyes
  - 作詞:川田まみ／作曲:中沢伴行／編曲:中沢伴行・尾崎武士
6. M6:PIST
  - 作詞:川田まみ／作･編曲:井内舞子
7. M7:Enchantress
  - 作詞:川田まみ／作曲:C.Gmix／編曲:C.Gmix、尾崎武士
8. M8:here.
  - 作詞:川田まみ／英訳：セブン - ロン／作曲:中沢伴行／編曲:中沢伴行、尾崎武士
  - 「機戰傭兵CR-HOGIRE」主題曲
9. M9:HOWL
  - 作詞:川田まみ／作･編曲:高瀬一矢
  - 「機戰傭兵CR-HOGIRE」主題曲
10. M10:Replica_nt
  - 作詞:川田まみ／作･編曲:高瀬一矢
11. M11:It's no big deal
  - 作詞:川田まみ／作･編曲:井内舞子
12. M12:Break a spell
  - 作詞:川田まみ／作曲:尾崎武士／編曲:尾崎武士、中沢伴行
  - 電視動畫「東京闇鴉」片尾曲）
13. M13:Dendritic Quartz
  - 作詞:川田まみ／作･編曲:中沢伴行

### 團體名義
Love Planet Five
- （飛越天地的人們）

作詞：KOTOKO，作曲：高瀬一矢，歌：Love Planet Five ～I've spccial unit～（KOTOKO・島宮榮子・川田真美・MELL・（灼眼的夏娜劇場版片尾曲）

### 演唱會
- I've in BUDOKAN 2005 ～Open the Birth Gate～
- MAMI KAWADA FIRST LIVE TOUR 2006 "SEED"
- MAMI KAWADA 2008 January LIVE IN TAIWAN

## 其他
- Love Planet Five（組合隊員之一）
- I've Special Unit（已停止活動組合的隊員之一）

## 外部連結
- Mami Kawada GENEON OFFICIAL WEB SITE
- 川田まみ NBCUniversal Entertainment Japan OFFICIAL SITE （页面存档备份，存于）
- 川田まみ WarnerHomeVideo Official Website （页面存档备份，存于）
- 川田まみ (mamikawada)的X（前Twitter）